# Tibia (videójáték)
A Tibia egy MMORPG (Massive Multiplayer Online Role-Playing Game - kizárólag online játszható szerepjáték) játék. Ez azt jelenti, hogy több száz játékos egy világban (szerveren), egy térképen megtalálható egyszerre. Minden egyes karaktert, egy-egy másik személy irányít. A játékos által irányított karakter szinte korlátlan szabadsággal rendelkezik. Bármerre mozoghat a játékon belül, és rengeteg tevékenységet végezhet. Süthet kenyeret, csinálhat küldetéseket, vagy csak egyszerűen szörnyeket öl. A játékos választja ki, hogy adott napon kereskedni fog vagy fejlődni, vagy tréningelni, vagy fellfedezni.
Forrás: https://web.archive.org/web/20160229125523/http://tibia.hu/

## A játékról
A játékot több mint 10 éve a Cipsoft német cég készíti és üzemelteti. Az általuk készített játék egy kitalált középkorban játszódik ahol a mágia is jelen van. A több tucat szerveren futó játékot közel 250 000-en élvezik. Grafikája a 10 év alatt bár változott és szépült, de megmaradt a régi stílusánál, nem váltottak át 3d-re, így szinte minden számítógépen futtatható. A játék elkezdése előtt le kell tölteni egy kliens programot amin keresztül fut a játék. Windows és Linux rendszeren is használható. Ezután készítheted el karaktered.

### Gépigény
- Windows 95/98/ME/XP/2000/Vista
- DirectX 5.0 vagy későbbi
- 35 MB szabad hely
- Internetkapcsolat

## Karakteralkotás
A kliens letöltése után regisztrálni kell a http://tibia.com oldalon. A regisztráció során kapunk egy 8 számjegyből álló kódot. Ezt meg kell őriznünk mert minden belépésnél be kell gépelni. A regisztráció végén kell megadnunk a jelszavunkat. Ha ezzel megvagyunk a kód és a jelszavunk segítségével az oldalon lépjünk be. Belépés után az adatlapunkra érkezünk. Karaktert a lap alján a Create Character (karakter készítése) gombra kattintva készíthetjük el karakterünk.
Itt meg kell adnunk a karakter nevét és nemét. Ezeket később nem lehet megváltoztatni!
A két adat megadása után kiválaszthatjuk melyik szerveren akarunk játszani. A teljes lista megtekintéséhez a lap alján a Show All Worlds (összes világ mutatása) linkre kell kattintani.
A legtöbb magyar a Secura nevű szerveren található. A submit gomb megnyomása után vége is a karakter alkotásnak.

## Kezdetek
Első belépéskor egy rövid tutorial fogadja a friss játékost, ahol elsajátíthatja az irányítást és az alapvető ismereteket. Amint vége a tutorialnak, egy sziget vár minket (Rookgaard), ahol lehetőség nyílik gyakorlatba ültetni a tutorialban megtanultakat, hiszen itt kötetlenül lehet barangolni, vadászni, üzletelni. Az igazi kaland azonban Level 8 után kezdődik hisz ekkor el kell hagyjuk Rookgaardot, hogy a végzet szigetén (Island of Destiny) kiválasszuk a nekünk testhezálló kasztot (Knight, Paladin, Sorcerer vagy Druid), majd megkapjuk a hozzá tartozó alapfelszerelést. Ezután arra is lehetőség van hogy kipróbáljuk frissen választott kasztunk különleges képességeit egy kis dungeon-ben. Egy idő után ezt a szigetet is kénytelenek vagyunk elhagyni, hogy az óriási fősziget (mainland) valamelyik városába hajózzunk. Ekkor veszi kezdetét az igazi játék.

## Mainland
Mainlanden számos nagyobb város található: Thais, Carlin, Venore, Ab'dendriel és Kazordoon.
Mindegyik városnak van Depo-ja, ahol a játékos lepakolhatja felesleges dolgait, lootját (zsákmány), bankja, ahol biztonságosan gyűjtheti/átutalhatja pénzét, postája és számos egyéb boltja, ahol "feltankolhat" gyógyitalból, lőszerből és eladhatja a vadászat során szerzett zsákmányt.

## Külső hivatkozások
- Tibia weblap
- Cipsoft
- Tibia Hírek
- Támogatott fanoldalak listája
- Magyar Tibia rajongói oldal
- Magyar tibia közösség fórum topikja
- Cipsoft
- Varázslatok
- Leírások